# Fränkischer Schild 86

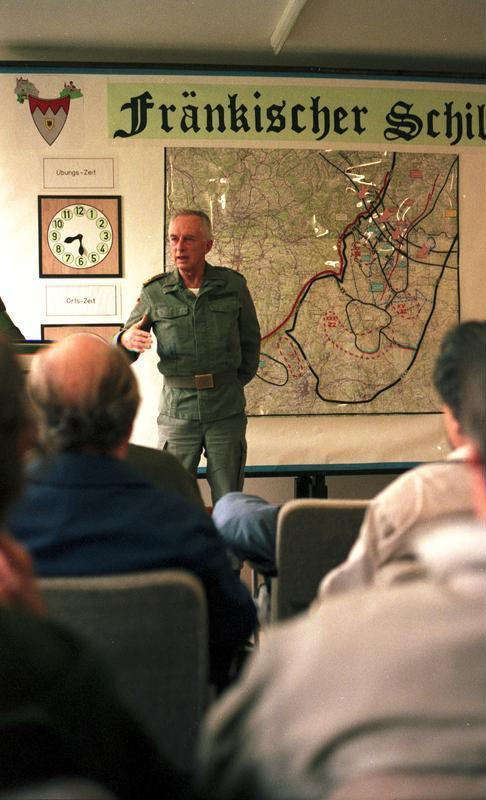
Bundeswehroffizier vor der Lagekarte

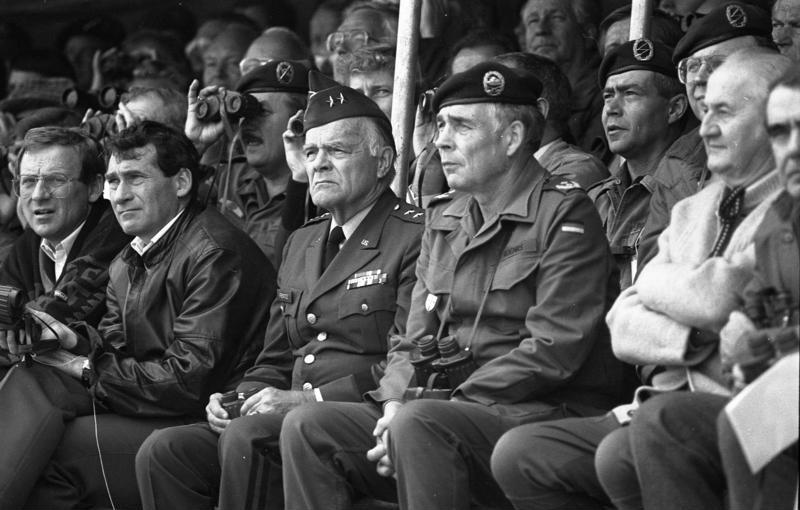
Manöverbeobachter der NATO-Übung Fränkischer Schild 86

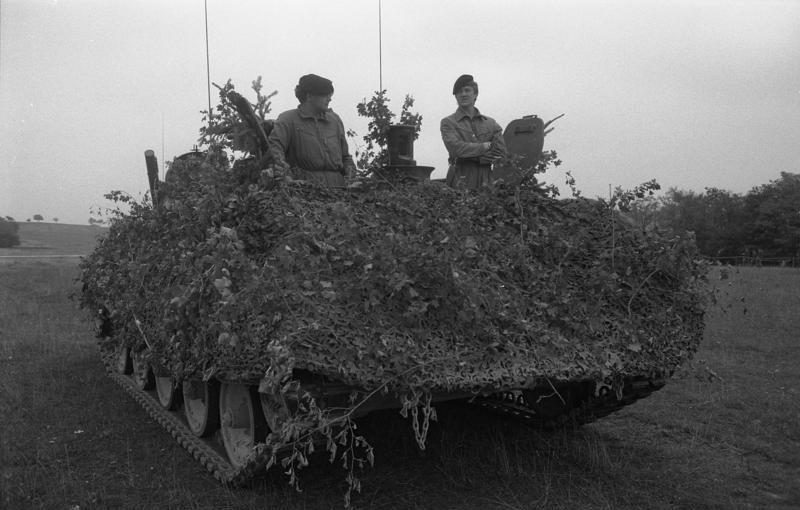
Jagdpanzer Jaguar während der NATO-Übung Fränkischer Schild 86

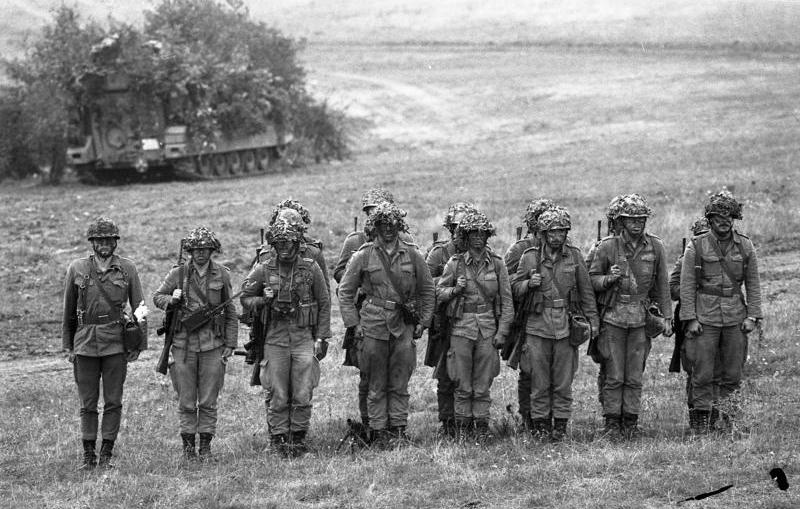
Angetretene Panzergrenadiere während der Übung Fränkischer Schild 86

Fränkischer Schild 86 war ein deutsch, US-amerikanisch, französisch und belgisches FTX-NATO-Manöver in Baden-Württemberg und Bayern, welches im Herbst 1986 stattfand und an dem insgesamt 61.000 NATO-Soldaten teilnahmen. Beinahe zeitgleich zu Fränkischer Schild 86 fand in Norddeutschland Bold Guard statt. Fränkischer Schild gehörte damit zu einer Serie von insgesamt 26 Manövern in Bayern, Hessen, Schleswig-Holstein und Niedersachsen, die von Mitte September bis Ende November 1986 stattfanden und an denen nahezu 250.000 NATO-Soldaten teilnahmen.

## Truppengliederung
Die Übungstruppe BLAU setzte sich wie folgt zusammen:
- 12. Panzerdivision, Veitshöchheim
- Panzergrenadierbrigade 35, Hammelburg
  - Panzerartilleriebataillon 355, Rhön-Kaserne, Truppenübungsplatz Wildflecken
- Panzerbrigade 36, Bad Mergentheim
  - Panzergrenadierbataillon 362, Walldürn
  - Panzerbataillon 364, Külsheim
  - Panzerartilleriebataillon 365, Walldürn
- Teile der 3rd US-Infantry Division
  - 1st Battalion/64th Armored Regiment (M1 Abrams) und Teile der 1st US-Infantry Division
- Teile der 72th US-Field Artillery Brigade
- Luftlandebrigade 26, Saarlouis
  - Fallschirmjägerbataillon 261
- Heimatschutzbrigade 54, Zweibrücken
  - Jägerbataillon 126, Hammelburg
- eine belgische Kompanie

ROT gliederte sich wie folgt:
- 5. Panzerdivision, Mainz
  - Panzergrenadierbrigade 13, Wetzlar
  - Panzergrenadierbataillon 131, Wetzlar
  - Panzerpionierbataillon 130, Minden
  - Panzerbrigade 14, Neustadt
- Teile der 1. FR-Panzerdivision, Trier
  - 1. Brigade
  - 6. Dragoner Regiment, Saarburg
  - 5./ Pionierbataillon 5, Lahnstein
  - Panzerpionierbataillon 150, Koblenz
  - Fallschirmjägerbataillon 251, Calw

Leitungs- und Schiedsrichterdienst stellten:
- 2. Panzergrenadierdivision
- Korpstruppenteile
- Panzergrenadierbrigade 5 "Kurhessen", Homberg (SRUZ)
- 1st US-Armored Division

## Auftrag
Name, Symbol und Slogan „Gemeinsamkeit schafft Sicherheit“ der Übung Fränkischer Schild 86 sollten die Schutzfunktion der Streitkräfte betonen, die Verbundenheit mit der Zivilbevölkerung im Übungsraum ausdrücken und den Auftrag der übenden 12.  Panzerdivision andeuten.

## Umfang
Fränkischer Schild 86 fand unter der Übungsleitung des III. Korps, Koblenz, in der Zeit vom 18. bis 26. September 1986 in Süddeutschland statt. Von den 61.000 Soldaten (andere Quellen nennen 60.000) gehörten 50.000 zur Bundeswehr (davon 12.000 Reservisten), 8.000 US-Soldaten und 3.000 Angehörige der Französischen Armee. Die 3rd US Infantry Division war lediglich mit dem 1/64th Armored Regiment beteiligt, da das 2/37th Armored Regiment der 1st US-Infantry Division zur gleichen Zeit den Kampfpanzer M1 Abrams im Zulauf hatte und daher nicht an der Übung teilnehmen konnte. Es waren 14.000 Radfahrzeuge, 3.500 Kettenfahrzeuge und 220 Luftfahrzeuge beteiligt. Schweinfurt, Würzburg, Walldürn, Hardheim, Waldstetten und Heilbronn gehörten zum Übungsraum.

## Ablauf
Die Aufmarschphase dauerte vom 18. bis 20. September 1986, die Gefechtsphase vom 22. bis 25. September 1986 und endete mit der Rückmarschphase vom 25. bis 26. September 1986 mit der Schlussbesprechung. Der Übungsraum nahm einen langen Korridor von der Autobahn A8 Stuttgart-Karlsruhe im Westen bis an die innerdeutsche Grenze im Osten ein. Das Gebiet unterhalb der Linie Karlstadt – Gramschatz bildete dabei den Verfügungsraum.
Brückenschläge wurden über den Neckar bei Obrigheim, über den Rhein bei Karlsruhe durch die 12. Panzerdivision, über den Main bei Fahr durch das Pionierkommando 3 und die Wern bei Mühlhausen durchgeführt. Luftlandungen ereigneten sich im Raum Neckargerach. 25 Transall-Maschinen verlegten das Fallschirmjägerbataillon 261 von Saarbrücken nach Hessental und von dort aus weiter nach Künzelsau.
Bundespostminister Christian Schwarz-Schilling stattete der Feldpoststelle in Hardheim einen Besuch ab.
Im Rahmen der Luftwaffenübung „Cold Fire 86“ wurden täglich 200 Einsätze zur Unterstützung der Bodentruppen geflogen.
Die gesamten Manöverschäden beliefen sich auf eine Summe von 3,5 Millionen DM.

## Medien
- Die großen Übungen der Bundeswehr 2. DVD. Breucom-Medien, 2011, ISBN 978-3-940433-33-6.